# Губин, Пётр Наумович
Пётр Наумович Губин (1909—1983) — бригадир комплексной бригады стройуправления № 34 треста «Новотроицкметаллургстрой» (Оренбургская область), Герой Социалистического Труда (11.08.1966).

## Биография
Родился 17 мая 1909 года в поселке Калунино (ныне Упоровский район Тюменской области).
Работал в крестьянском хозяйстве родителей, затем в колхозе.
В 1939 г. призван в РККА, зачислен в строительный батальон. В январе 1942 года вместе с батальоном приехал из Сибири на строительство города Новотроицк Чкаловской области. Работал на самых разных объектах — от землянок до Орско-Халиловского металлургического комбината, с 1943 г. в должности бригадира.
В 1960 году после окончания курсов назначен бригадиром комплексной бригады стройуправления № 34 треста «Новотроицкметаллургстрой».
Наставник молодёжи — обучил более 200 плотников для различных участков треста.
Указом Президиума Верховного Совета СССР от 11 августа 1966 года за выдающиеся успехи, достигнутые в выполнении заданий семилетнего плана по капитальному строительству, присвоено звание Героя Социалистического Труда с вручением ордена Ленина и золотой медали «Серп и Молот».
Заслуженный строитель РСФСР (1964). Награждён орденом «Знак Почёта», медалями «За трудовую доблесть», «За доблестный труд в Великой Отечественной войне», «За освоение целинных земель». Почётный гражданин Новотроицка.
С 1969 г. на пенсии.
Жил в городе Новотроицк Оренбургской области. Его именем названа улица.